# Charles Lanusse
Pour les articles homonymes, voir Lanusse.
Charles Georges Lanusse-Rechoulet connu comme Charles Lanusse, né le 25 août 1896 à Bordeaux et mort le 14 février 1976 dans la même ville, est un coureur cycliste français. Il participe à l'épreuve de vitesse aux Jeux olympiques d'été de 1920.

## Biographie
Charles Georges Lanusse-Rechoulet est le fils de Pierre Lucien, dit Gaston, Lanusse-Rechoulet , mécanicien et ancien coureur cycliste et de Marie Rose Henriette Duboc, culottière.
En 1910, à 13 ans 1/2, il termine 64e dans une course sur route le Circuit des Retraités et des Nourrissons auquel il prend part aussi en 1911. Charles Lanusse commence à courir sur piste à 16 ans. Son père lui apprend le métier de mécanicien. Incorporé en avril 1915, il doit interrompre sa carrière durant la première guerre mondiale, il est libéré en octobre 1919.
En 1920, il remporte les championnats d'Europe de vitesse amateur, devant Henri Bellivier. Il participe aux championnat du monde à Anvers où il arrive en demi-finale. Il est sélectionné pour représenter la France aux Jeux olympiques d'été de 1920, où il remporte sa première série contre Albert White et Axel Hornemann Hansen. Au deuxième tour, il arrive deuxième derrière le britannique Thomas Johnson, il gagne le repêchage et est éliminé en demi-finale par le hollandais Maurice Peeters, futur médaillé d’argent,. Il gagne le Grand Prix de Bordeaux amateurs devant Emile Rohrbach,.
En juin 1921, il est suspendu pour « propos déplacés et tentatives de voies de fait envers les officiels » lors d'une course au vélodrome de Talence. Il est requalifié en avril 1922,.
Il remporte le Grand Prix de Bordeaux en septembre 1922 et 1923.
Après sa retraite sportive, il dirige un garage automobile dénommé le garage du Parc des Sports.

## Palmarès

### Championnat d'Europe
- 1920
  -  Champion d'Europe de vitesse amateur

### Grand Prix
- 3e du Grand Prix de Bordeaux (F.C.S.O.)[note 2] : 1912[17],[18]
- 2e du Grand Prix de Bordeaux amateurs : 1919[19]
- Critérium international de vitesse : 1920[20]
- Grand Prix de Bordeaux amateurs : 1920 , 1922 et 1923
- 2e du Grand Prix de Bordeaux international : 1920

## Vie privée
Il se marie le 8 avril 1926 avec Irène Saint-Pasteur,.